# Alfons I van Bragança
Alfons I van Bragança (Veiros, 10 augustus 1377 - Chaves, 15 december 1461) was van 1431 tot aan zijn dood graaf van Barcelos en van 1442 tot aan zijn dood de eerste hertog van Bragança. Hij was de stichter van het huis Bragança, een zijtak van het huis Aviz.

## Levensloop
Alfons I was een onwettige zoon van koning Johan I van Portugal en diens maîtresse Inês Pires Estevez. Hij huwde op 8 november 1401 met Beatriz Pereira de Alvim (1380-1414), erfdochter van Nuno Alvares Pereira, naast generaal een van de welvarendste mannen van het koninkrijk Portugal. In 1431 volgde hij die laatste op als graaf van Barcelos. De gecultiveerde en bereisde Alfons was in 1415 aanwezig bij de Portugese verovering van Ceuta. 
Na de dood van zijn halfbroer Eduard werd de Portugese troon in 1438 geërfd door diens minderjarige zoon Alfons V, die onder het regentschap van zijn moeder Eleonora van Aragón werd geplaatst. Omdat Eleonora wegens haar Aragonese afkomst impopulair was bij de bevolking, droeg de Cortes het regentschap over aan Peter van Coimbra, een andere halfbroer van Alfons. Hijzelf behoorde tot de adellijke kringen die Eleonora van Aragón steunden en twijfels hadden bij het beleid van Peter van Coimbra. Beiden begonnen naar de gunst van de nieuwe koning te dingen en in een paar jaar tijd slaagde Alfons erin om de lievelingsoom van Alfons V te worden.
In 1442 benoemde Peter van Coimbra hem als gebaar van verzoening tot hertog van Bragança. Toen Peters dochter Isabella in 1445 verloofd werd met Alfons V, kwam het opnieuw tot een conflict met Alfons. Ondanks de intriges bleef Peter het regentschap uitoefenen en kende Portugal onder zijn leiding een grote welvaart. Het was gedurende die periode dat onder leiding van Hendrik de Zeevaarder de eerste subsidies aan expedities op de Atlantische Oceaan werden toegekend.
Op 9 juni 1448 werd koning Alfons V volwassen en droeg Peter van Coimbra de machtaan hem  over. Onder invloed van Alfons van Bragança keerde de koning zich tegen Peter en maakte hij al diens beslissingen ongedaan. Alfons V riep zijn oom Peter eveneens uit tot rebel en het kwam tot een burgeroorlog, waarin de hertog van Coimbra sneuvelde.
Na diens dood werd Alfons van Bragança min of meer de feitelijke machthebber van Portugal. Toen koning Alfons V in 1458 op missie naar Afrika trok, werd hij aangesteld tot regent. Alfons I van Bragança overleed in december 1461 op 84-jarige leeftijd.

## Nakomelingen
Alfons I en zijn echtgenote Beatriz kregen drie kinderen:
- Alfons (1402-1460), markgraaf van Valença
- Isabella (1402-1466), huwde in 1424 met prins Johan van Portugal
- Ferdinand I (1403-1478), hertog van Bragança